# ドコサノール
1-ドコサノール （1-docosanol）または、ベヘニルアルコール (behenyl alcohol) は、炭素原子22個を含む飽和脂肪族アルコールの一つで、伝統的に保湿剤、乳化剤、増粘剤として化粧品に使われてきた。
2000年7月、アメリカ食品医薬品局 (FDA) により、単純ヘルペスウイルスの引き起こす口唇ヘルペスの病期を短縮する調剤抗ウイルス薬として認可された。Abreva等の名称で市販されている。

## 抗ウイルス薬としての作用機序と歴史
ドコサノールはヒト宿主細胞とヘルペスウイルスのエンベロープとの融合を阻害し、それによってウイルス複製を防ぐと考えられている。この機構は実証されたものではない。
この薬品は、FDAによる2000年7月に行なわれた臨床試験を経て、口唇ヘルペス用軟膏として認可された。あるプラセボ対照治験によれば、平均して17.5時間（95%信頼区間: 2から22時間）の病期短縮が見られた。別の治験では、感染したモルモット背部に対しては治癒効果が見られなかった。
n-ドコサノール軟膏を用いた2つの実験では、n-ドコサノール軟膏治療部位と対照治療部位の間、およびn-ドコサノール軟膏治療部位と未治療感染部位との間に統計的有意差のあるパラメータは全く見られなかった。
Avanir Pharmaceuticalsの市販するAbrevaはアメリカ合衆国およびカナダにおいて市販される抗ウイルス薬として初の例である（唯一の例ではない）。ヨーロッパでは、 "Erazaban" の名で市販されている。イギリスでは "Blistex Cold Sore Cream" の名で知られる。2007年3月、Avanirおよびグラクソ・スミスクラインに対し、治療期間を半減するとの主張がミスリーディングだとしてアメリカ合衆国全土にわたる集団訴訟がカリフォルニア裁判所に提起され、和解が成立して「治療期間を半減する」という文言は製品宣伝に何年も使われていない。

## 副作用
ドコサノールの副作用として最も一般的なものの一つとして頭痛が報告されている。この薬品により引き起こされる頭痛は軽く、頭のどの部位にも生じうる。
塗布部位に刺激感を生じる場合もある。通常、皮膚への刺激感は軽く、治療を必要とするものではない。使用期間が伸びるにつれて消える場合もある。
稀ではあるが最も深刻な副作用として、アレルギー反応も報告されている。呼吸困難、錯乱、顔面腫脹、失神、めまい、蕁麻疹、胸痛などのアレルギー症状を引き起こした患者が報告されている。アレルギー反応が出た場合は緊急を要するので悪化を防ぐために直ちに治療を行うことが望ましい。
他にも、吹き出物、やけど、乾燥、かゆみ、皮疹、急性の下痢、疼痛、腫れなどの副作用もある。

## 禁忌
妊婦に対する安全性は試験されていない。薬効成分が母乳に混入するかどうかについても確認されていない。ドコサノールは特に12歳以下の小児の治療には適用されないが、成人に生じるもの以外の副作用が生じるとは考えられていない。顔・口唇部位への外用薬であり、陰部ヘルペスや帯状疱疹には用いられない。
ドコサノールによる治療中は化粧品の使用は避けることが望ましいが、主に未治癒部位からの感染拡大を防ぐためであって、薬物相互作用があるためではない。